# Xanthophyllum hosei
Xanthophyllum hosei är en jungfrulinsväxtart som beskrevs av Ridley. Xanthophyllum hosei ingår i släktet Xanthophyllum och familjen jungfrulinsväxter. Inga underarter finns listade i Catalogue of Life.